# Leptogium eriodermoides
Leptogium eriodermoides är en lavart som beskrevs av Arv. & P. M. Jørg. Leptogium eriodermoides ingår i släktet Leptogium och familjen Collemataceae.   Inga underarter finns listade i Catalogue of Life.